# The Three Mesquiteers

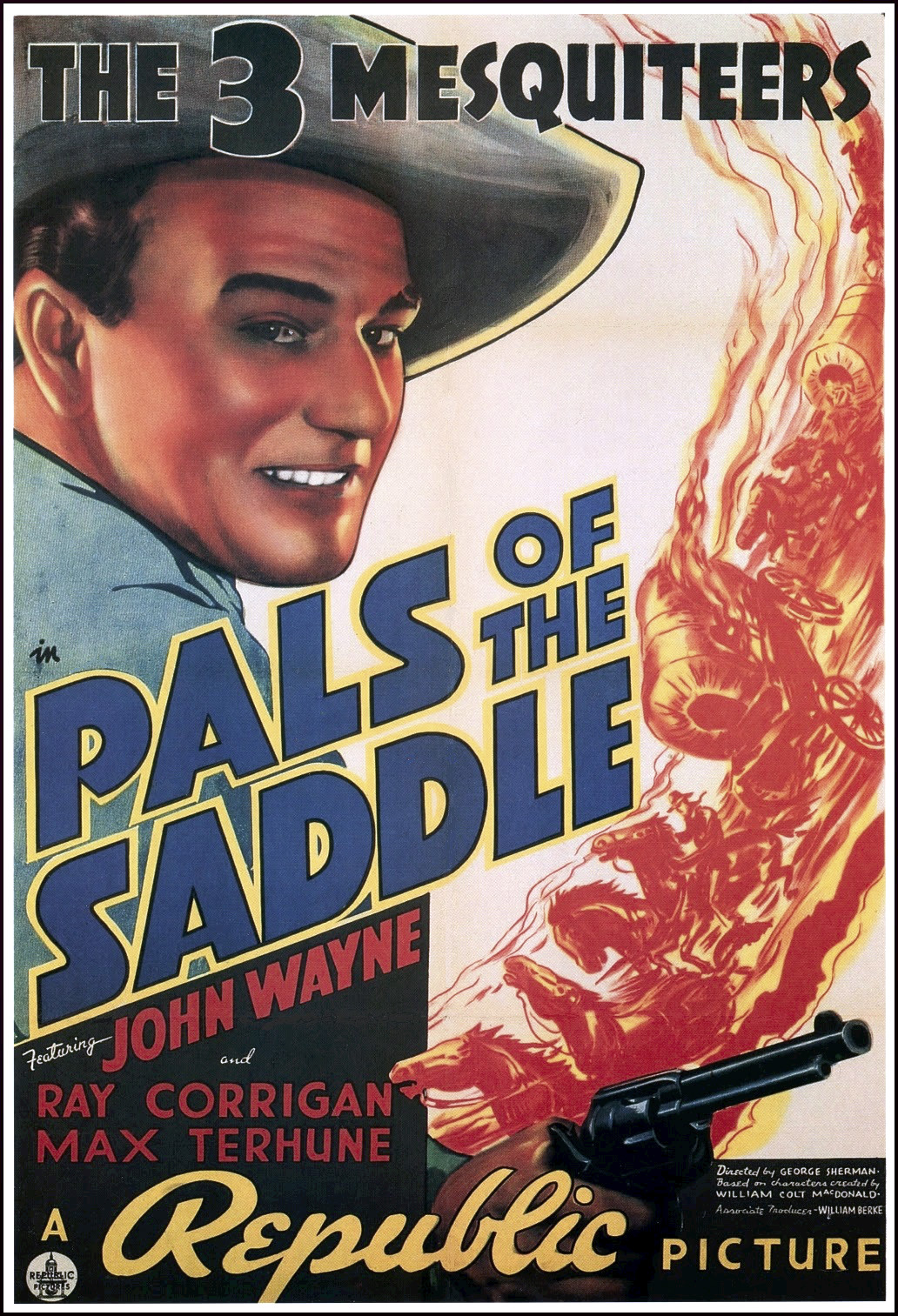
Affisch för filmen Pals of the Saddle (1938).

The Three Mesquiteers är en serie b-filmer i westerngenren producerade av filmbolaget Republic Pictures. Totalt gjordes 51 filmer mellan 1936 och 1942. I åtta av dessa medverkade den blivande filmstjärnan John Wayne.
Filmerna handlade alltid om en trio cowboys, även om uppsättningen varierade något. Karaktärerna skapades ursprungligen av författaren William Colt MacDonald för en serie westernromaner. Den första boken i serien, The Law of 45's från 1933, filmatiserades av ett annat filmbolag 1935.

## Filmer
| År   | Titel                            | Huvudrollsinnehavare                   | Huvudrollsinnehavare          | Huvudrollsinnehavare          |
| ---- | -------------------------------- | -------------------------------------- | ----------------------------- | ----------------------------- |
| 1936 | 1. The Three Mesquiteers         | Robert Livingston (Stony Brooke)       | Ray Corrigan (Tucson Smith)   | Syd Saylor (Lullaby Joslin)   |
| 1936 | 2. Ghost-Town Gold               | Robert Livingston (Stony Brooke)       | Ray Corrigan (Tucson Smith)   | Max Terhune (Lullaby Joslin)  |
| 1936 | 3. Roarin' Lead                  | Robert Livingston (Stony Brooke)       | Ray Corrigan (Tucson Smith)   | Max Terhune (Lullaby Joslin)  |
| 1937 | 4. Riders of the Whistling Skull | Robert Livingston (Stony Brooke)       | Ray Corrigan (Tucson Smith)   | Max Terhune (Lullaby Joslin)  |
| 1937 | 5. Hit the Saddle                | Robert Livingston (Stony Brooke)       | Ray Corrigan (Tucson Smith)   | Max Terhune (Lullaby Joslin)  |
| 1937 | 6. Gunsmoke Ranch                | Robert Livingston (Stony Brooke)       | Ray Corrigan (Tucson Smith)   | Max Terhune (Lullaby Joslin)  |
| 1937 | 7. Come on, Cowboys              | Robert Livingston (Stony Brooke)       | Ray Corrigan (Tucson Smith)   | Max Terhune (Lullaby Joslin)  |
| 1937 | 8. Range Defenders               | Robert Livingston (Stony Brooke)       | Ray Corrigan (Tucson Smith)   | Max Terhune (Lullaby Joslin)  |
| 1937 | 9. Heart of the Rockies          | Robert Livingston (Stony Brooke)       | Ray Corrigan (Tucson Smith)   | Max Terhune (Lullaby Joslin)  |
| 1937 | 10. The Trigger Trio             | Ralph Byrd (Larry Smith, Tucsons bror) | Ray Corrigan (Tucson Smith)   | Max Terhune (Lullaby Joslin)  |
| 1937 | 11. Wild Horse Rodeo             | Robert Livingston (Stony Brooke)       | Ray Corrigan (Tucson Smith)   | Max Terhune (Lullaby Joslin)  |
| 1938 | 12. The Purple Vigilantes        | Robert Livingston (Stony Brooke)       | Ray Corrigan (Tucson Smith)   | Max Terhune (Lullaby Joslin)  |
| 1938 | 13. Call the Mesquiteers         | Robert Livingston (Stony Brooke)       | Ray Corrigan (Tucson Smith)   | Max Terhune (Lullaby Joslin)  |
| 1938 | 14. Outlaws of Sonora            | Robert Livingston (Stony Brooke)       | Ray Corrigan (Tucson Smith)   | Max Terhune (Lullaby Joslin)  |
| 1938 | 15. Riders of the Black Hills    | Robert Livingston (Stony Brooke)       | Ray Corrigan (Tucson Smith)   | Max Terhune (Lullaby Joslin)  |
| 1938 | 16. Heroes of the Hills          | Robert Livingston (Stony Brooke)       | Ray Corrigan (Tucson Smith)   | Max Terhune (Lullaby Joslin)  |
| 1938 | 17. Pals of the Saddle           | John Wayne (Stony Brooke)              | Ray Corrigan (Tucson Smith)   | Max Terhune (Lullaby Joslin)  |
| 1938 | 18. Overland Stage Raiders       | John Wayne (Stony Brooke)              | Ray Corrigan (Tucson Smith)   | Max Terhune (Lullaby Joslin)  |
| 1938 | 19. Santa Fe Stampede            | John Wayne (Stony Brooke)              | Ray Corrigan (Tucson Smith)   | Max Terhune (Lullaby Joslin)  |
| 1938 | 20. Red River Range              | John Wayne (Stony Brooke)              | Ray Corrigan (Tucson Smith)   | Max Terhune (Lullaby Joslin)  |
| 1939 | 21. The Night Riders             | John Wayne (Stony Brooke)              | Ray Corrigan (Tucson Smith)   | Max Terhune (Lullaby Joslin)  |
| 1939 | 22. Three Texas Steers           | John Wayne (Stony Brooke)              | Ray Corrigan (Tucson Smith)   | Max Terhune (Lullaby Joslin)  |
| 1939 | 23. Wyoming Outlaw               | John Wayne (Stony Brooke)              | Ray Corrigan (Tucson Smith)   | Raymond Hatton (Rusty Joslin) |
| 1939 | 24. New Frontier                 | John Wayne (Stony Brooke)              | Ray Corrigan (Tucson Smith)   | Raymond Hatton (Rusty Joslin) |
| 1939 | 25. The Kansas Terrors           | Robert Livingston (Stony Brooke)       | Duncan Renaldo (Rico Renaldo) | Raymond Hatton (Rusty Joslin) |
| 1939 | 26. Cowboys from Texas           | Robert Livingston (Stony Brooke)       | Duncan Renaldo (Rico Renaldo) | Raymond Hatton (Rusty Joslin) |
| 1940 | 27. Heroes of the Saddle         | Robert Livingston (Stony Brooke)       | Duncan Renaldo (Rico Renaldo) | Raymond Hatton (Rusty Joslin) |
| 1940 | 28. Pioneers of the West         | Robert Livingston (Stony Brooke)       | Duncan Renaldo (Rico Renaldo) | Raymond Hatton (Rusty Joslin) |
| 1940 | 29. Covered Wagon Days           | Robert Livingston (Stony Brooke)       | Duncan Renaldo (Rico Renaldo) | Raymond Hatton (Rusty Joslin) |
| 1940 | 30. Rocky Mountain Rangers       | Robert Livingston (Stony Brooke)       | Duncan Renaldo (Rico Renaldo) | Raymond Hatton (Rusty Joslin) |
| 1940 | 31. Oklahoma Renegades           | Robert Livingston (Stony Brooke)       | Duncan Renaldo (Rico Renaldo) | Raymond Hatton (Rusty Joslin) |
| 1940 | 32. Under Texas Skies            | Robert Livingston (Stony Brooke)       | Bob Steele (Tucson Smith)     | Rufe Davis (Lullaby Joslin)   |
| 1940 | 33. The Trail Blazers            | Robert Livingston (Stony Brooke)       | Bob Steele (Tucson Smith)     | Rufe Davis (Lullaby Joslin)   |
| 1940 | 34. Lone Star Raiders            | Robert Livingston (Stony Brooke)       | Bob Steele (Tucson Smith)     | Rufe Davis (Lullaby Joslin)   |
| 1941 | 35. Prairie Pioneers             | Robert Livingston (Stony Brooke)       | Bob Steele (Tucson Smith)     | Rufe Davis (Lullaby Joslin)   |
| 1941 | 36. Pals of the Pecos            | Robert Livingston (Stony Brooke)       | Bob Steele (Tucson Smith)     | Rufe Davis (Lullaby Joslin)   |
| 1941 | 37. Saddlemates                  | Robert Livingston (Stony Brooke)       | Bob Steele (Tucson Smith)     | Rufe Davis (Lullaby Joslin)   |
| 1941 | 38. Gangs of Sonora              | Robert Livingston (Stony Brooke)       | Bob Steele (Tucson Smith)     | Rufe Davis (Lullaby Joslin)   |
| 1941 | 39. Outlaws of Cherokee Trail    | Tom Tyler (Stony Brooke)               | Bob Steele (Tucson Smith)     | Rufe Davis (Lullaby Joslin)   |
| 1941 | 40. Gauchos of El Dorado         | Tom Tyler (Stony Brooke)               | Bob Steele (Tucson Smith)     | Rufe Davis (Lullaby Joslin)   |
| 1941 | 41. West of Cimarron             | Tom Tyler (Stony Brooke)               | Bob Steele (Tucson Smith)     | Rufe Davis (Lullaby Joslin)   |
| 1942 | 42. Code of the Outlaw           | Tom Tyler (Stony Brooke)               | Bob Steele (Tucson Smith)     | Rufe Davis (Lullaby Joslin)   |
| 1942 | 43. Raiders of the Range         | Tom Tyler (Stony Brooke)               | Bob Steele (Tucson Smith)     | Rufe Davis (Lullaby Joslin)   |
| 1942 | 44. Westward Ho                  | Tom Tyler (Stony Brooke)               | Bob Steele (Tucson Smith)     | Rufe Davis (Lullaby Joslin)   |
| 1942 | 45. The Phantom Plainsmen        | Tom Tyler (Stony Brooke)               | Bob Steele (Tucson Smith)     | Rufe Davis (Lullaby Joslin)   |
| 1942 | 46. Shadows on the Sage          | Tom Tyler (Stony Brooke)               | Bob Steele (Tucson Smith)     | Jimmie Dodd (Lullaby Joslin)  |
| 1942 | 47. Valley of Hunted Men         | Tom Tyler (Stony Brooke)               | Bob Steele (Tucson Smith)     | Jimmie Dodd (Lullaby Joslin)  |
| 1943 | 48. Thundering Trails            | Tom Tyler (Stony Brooke)               | Bob Steele (Tucson Smith)     | Jimmie Dodd (Lullaby Joslin)  |
| 1943 | 49. The Blocked Trail            | Tom Tyler (Stony Brooke)               | Bob Steele (Tucson Smith)     | Jimmie Dodd (Lullaby Joslin)  |
| 1943 | 50. Santa Fe Scouts              | Tom Tyler (Stony Brooke)               | Bob Steele (Tucson Smith)     | Jimmie Dodd (Lullaby Joslin)  |
| 1943 | 51. Riders of the Rio Grande     | Tom Tyler (Stony Brooke)               | Bob Steele (Tucson Smith)     | Jimmie Dodd (Lullaby Joslin)  |